# Lóránd László
Lóránd László (Győr, 1923. március 23. – Chicago, 2018. december 6.) amerikai-magyar biokémikus, orvos, a Magyar Tudományos Akadémia tagja (k: 1995).

## Életpályája
1948-ban diplomázott a Budapesti Orvostudományi Egyetemen. Szent-Györgyi Albert és Laki Kálmán biokémikusok mentorálták. 
1948-ban emigrált Magyarországról. 1948–1952 között a Leedsi Egyetemen dolgozott. 1951-ben a Leedsi Egyetemen PhD fokozatot szerzett biomolekuláris szerkezetek témakörben. 1952–1955 között a detroiti Wayne Egyetemen tanított gyógyszertant és fiziológiát. 1955-től a Northwestern Egyetem kémiai tanszékén dolgozott. 1961-től professzor. 
1971–1978 között a Thrombosis Research szerkesztő-bizottsági tagja. 1981–2000 között az Inflammation szerkesztő-bizottságának tagja. 1987–1991 között a Nemzeti Tudományos Akadémia tagja. 1990–1991 között a Rákközpont Alapkutatási Részlegének igazgatóhelyettese. 1993-ban a Sejt- és Molekuláris Biológiai Tanszék kutatóprofesszora. 
1995-ben a Magyar Tudományos Akadémia külső tagja lett.
Kutatási területe a véralvadás biokémiája és az öregedés volt.

## Magánélete
1953-ban találkozott Joyce Brunerrel, aki szintén tudós volt. Később feleségül vette. Joyce 2010-ben halt meg.

## Művei
- Sol Sherry Lecture in Thrombosis : research on clot stabilization provides clues for improving thrombolytic therapies (2000)
- Factor XIII and the clotting of fibrinogen: from basic research to medicine (2005)
- Crosslinks in blood: transglutaminase and beyond (2007)

## Díjai
- James F. Mitchell-díj (1973)
- a Nemzetközi Trombózis- és Hemosztázis Társaság Életműdíja (1983)
- Lady Davis-díj (1985)
- a NIH MERIT Díj (1989-1998)
- az Amerikai Egészségügyi Kutatási Életműdíj (1993)
- Amerikai Szívszövetség Sol Sherry Kiváló Előadói Díja (1998)